# Physa vernalis
Physa vernalis är en snäckart som beskrevs av Taylor och Jokinen 1984. Physa vernalis ingår i släktet Physa och familjen blåssnäckor. Inga underarter finns listade i Catalogue of Life.